# Adolfo Celi
Adolfo Celi (Messina, 27 de julho de 1922 — Siena, 19 de fevereiro de 1986) foi um ator e diretor de cinema italiano. Teve grande importância no teatro e no cinema brasileiros nas décadas de 1950 e 1960.

## Vida e Carreira
Celi foi o primeiro diretor artístico do Teatro Brasileiro de Comédia (TBC), em 1949, recém-chegado da Itália. Veio convidado por Franco Zampari, criador do TBC e da Companhia Cinematográfica Vera Cruz.
Foi casado com a atriz Tônia Carrero. Com Tônia e Paulo Autran fundou, em 1956, a "Companhia de Teatro Tônia-Celi-Autran".
Na Companhia Vera Cruz filmou Caiçara e Tico-Tico no Fubá, ambos na década de 1950, e dois sucessos de bilheteria e de crítica.
Em 1961, após se separar de Tônia e encerrar a sociedade com ela e Paulo Autran, Celi retornou à Itália e reiniciou sua carreira de ator. Obteve fama mundial como vilão em 007 Contra a Chantagem Atômica. Casa-se com a atriz Veronica Lazar com quem tem dois filhos, Leonardo e Alessandra, esta segue a profissão do pai.
Em 1975, participou do grande sucesso Meus Caros Amigos, com outros grandes atores europeus, como Ugo Tognazzi e Philippe Noiret. Também participou da continuação deste filme, lançada em 1982 e de uma nova sequência, de 1985.
No fim da década de 1970 ele retornou ao Brasil para dirigir o amigo e ex-sócio Paulo Autran em uma comédia de sucesso Pato com Laranja, que inaugurou o Teatro Villa-Lobos, no Rio de Janeiro. Em São Paulo a peça fez uma longa temporada com Autran, Eva Wilma e Karin Rodrigues no elenco.
Também aparece na série "Sandokan" que obteve grande sucesso no fim da década de 1970.
Faleceu vitimado por uma crise cardíaca, durante a apresentação de uma peça. Foi homenageado no documentário Adolfo Celi, un uomo per due culture, dirigido pelo filho, Leonardo Celi.

## Filmografia

### Ator

#### Cinema
- An American on Vacation, de Luigi Zampa (1946)
- Natale al campo 119, dirigido por Pietro Francisci (1947)
- Proibido roubar, de Luigi Comencini (1948)
- Emigrantes, direção de Aldo Fabrizi (1949)
- Caiçara, direção de Adolfo Celi, Tom Payne e John Waterhouse (1950)
- Tico-Tico no Fubá, de Adolfo Celi (1952)
- The Beautiful Families, de Ugo Gregoretti (1964)
- O Homem do Rio (L'Homme de Rio), de Philippe de Broca (1964)
- 3 noites de amor, dirigido por Renato Castellani, Luigi Comencini e Franco Rossi (1964)
- ... então eu vou me casar com você (Un monsieur de empresas), dirigido por Philippe de Broca (1964)
- Coronel Von Ryan (Von Ryan's Express), dirigido por Mark Robson (1965)
- Roubo ao Sol (Par un beau matin d'été), dirigido por Jacques Deray (1965)
- Slalom, dirigido por Luciano Salce (1965)
- A Agonia e o Ecstasy ( A Agonia e o Ecstasy ), dirigido por Carol Reed (1965)
- And A Man Came, de Ermanno Olmi (1965)
- Agente 007 - Thunderball (Operação Thunder) ( Thunderball ), dirigido por Terence Young (1965)
- El Greco, dirigido por Luciano Salce (1966)
- Yankee, dirigido por Tinto Brass (1966)
- As noites agradáveis, dirigido por Armando Crispino e Luciano Lucignani (1966)
- Grand Prix, de John Frankenheimer (1966)
- Master Stroke a Serviço de Sua Majestade Britânica, dirigido por Michele Lupo (1967)
- All Mad Except Me (Le Roi de coeur)), dirigido por Philippe de Broca (1967)
- OK Connery, direção de Alberto De Martino (1967)
- Masquerade ( The Honey Pot ), dirigido por Joseph L. Mankiewicz (1967)
- Tiro para matar ( Das Geheimnis der gelben Mönche ), dirigido por Manfred R. Köhler (1967)
- A qualquer custo, direção de Giuliano Montaldo (1967)
- Il magnifico Bobo ( O Bobo ), de Robert Parrish (1967)
- Sentença de Morte, de Mario Lanfranchi (1967)
- Das Ardenas ao Inferno, dirigido por Alberto De Martino (1967)
- Mulher, sexo e o super-homem, de Sergio Spina (1968)
- A Checkmate, de Roberto Fizz (1968)
- Death Knocks Twice ( Blonde Köder für den Mörder ), dirigido por Harald Philipp (1968)
- Diabolik, dirigido por Mario Bava (1968)
- Seven Times Seven, de Michele Lupo (1968)
- O álibi, dirigido por Adolfo Celi, Vittorio Gassman e Luciano Lucignani (1969)
- O Arcanjo, de Giorgio Capitani (1969)
- O tiro foi perfeito, mas... ( Midas Run ), direção de Alf Kjellin (1969)
- Um Detetive, de Romolo Guerrieri (1969)
- Io, Emmanuelle, de Cesare Canevari (1969)
- In Search of Gregory ( In Search of Gregory ), dirigido por Peter Wood (1969)
- Compromisso com desonra, dirigido por Adriano Bolzoni (1970)
- Fragment of Fear ( Fragment of Fear ), dirigido por Richard C. Sarafian (1970)
- The Man Who Came From Chicago ( Un condé ), de Yves Boisset (1970)
- Brancaleone nas Cruzadas, dirigido por Mario Monicelli (1970)
- ... Mudaram de Rosto, direção de Corrado Farina (1971)
- A Chica Casi Decente, de Germán Lorente (1971)
- Os Assassinatos na Rua Morgue ( Assassinatos na Rua Morgue ), dirigido por Gordon Hessler (1971)
- O olho no labirinto, de Mario Caiano (1972)
- Terceira hipótese sobre um caso de estratégia criminosa perfeita, dirigido por Giuseppe Vari (1972)
- Irmão Sol, Irmã Lua, de Franco Zeffirelli (1972)
- Quem a viu morrer?, dirigido por Aldo Lado (1972)
- Menina toda nua assassinada no parque, direção de Alfonso Brescia (1972)
- A Mão Longa do Padrinho, de Nardo Bonomi (1972)
- La mala ordina, de Fernando Di Leo (1972)
- Uma praça limpa, dirigida por Luigi Vanzi (1973)
- La villeggiatura, dirigido por Marco Leto (1973)
- Três por um grande assalto ( Le mataf ), dirigido por Serge Leroy (1973)
- Os Últimos 10 Dias de Hitler ( Hitler: Os Últimos Dez Dias ), dirigido por Ennio De Concini (1973)
- O sorriso do grande tentador, de Damiano Damiani (1974)
- ... e então, nenhum sobrou ( Ein Unbekannter rechnet ab ), dirigido por Peter Collinson (1974)
- O Fantasma da Liberdade ( Le Fantôme de la liberté ), dirigido por Luis Buñuel (1974)
- O Vendedor de Balões, de Mario Gariazzo (1974)
- Grátis, meu amor!, dirigido por Mauro Bolognini (1975)
- Meus amigos, de Mario Monicelli (1975)
- Como uma rosa no nariz, de Franco Rossi (1976)
- Homens nascem policiais você morre, dirigido por Ruggero Deodato (1976)
- Esposa de meu pai, de Andrea Bianchi (1976)
- O senhorio, dirigido por Mariano Laurenti (1976)
- Horse Fever, de Steno (1976)
- Senhoras e senhores, boa noite, dirigido por Luigi Comencini, Nanni Loy, Luigi Magni, Mario Monicelli e Ettore Scola (1976)
- The Next Man ( The Next Man ), dirigido por Richard C. Sarafian (1976)
- Gênova de mão armada, dirigido por Mario Lanfranchi (1976)
- O gênio ( Le grand escogriffe ), dirigido por Claude Pinoteau (1976)
- Que noite aquela noite!, dirigido por Ghigo De Chiara (1977)
- Viagem do medo ( Les Passagers ), dirigido por Serge Leroy (1977)
- Holocausto 2000, dirigido por Alberto De Martino (1977)
- Bread, Butter and Jam, dirigido por Giorgio Capitani (1977)
- O tigre ainda está vivo: Sandokan para o resgate!, dirigido por Sergio Sollima (1977)
- Le braghe del padrone, dirigido por Flavio Mogherini (1978)
- Investigação de um Crime Perfeito, dirigido por Giuseppe Rosati (1978)
- Professor alemão Kranz da Alemanha, dirigido por Luciano Salce (1978)
- Café Express, dirigido por Nanni Loy (1980)
- Car-Napping - Bestellt, geklaut, geliefert, dirigido por Wigbert Wicker (1980)
- Crazy in Love, de Castellano e Pipolo (1981)
- Monsenhor ( Monsenhor ), dirigido por Frank Perry (1982)
- De pai para filho, direção de Alessandro Gassmann e Vittorio Gassman (1982)
- Meus amigos - Ato II, dirigido por Mario Monicelli (1982)
- Cinderela '80, dirigido por Roberto Malenotti (1984)
- O Jogador Invisível, de Sergio Genni (1985)
- Meus amigos - Ato III, dirigido por Nanni Loy (1985)

#### Televisão
- Operação Thief (1969) - telefilme
- Endgame (1970) - filme para TV
- O suspeito (1972) - drama de televisão
- Joe Petrosino (1972) - minissérie de TV
- O caso amargo da baronesa de Carini (1975) - minissérie de TV
- Sandokan (1976) - minissérie de TV
- O outro Simenon (1979) - série de TV
- The Borgias (1981) - minissérie de TV
- The Unknown (1982) - minissérie de TV
- O Olho de Judas (1982) - Minissérie TV
- Aeroporto Internacional (1985) - série de TV
- Dois ases por um turbo (1987) - série de TV

### Diretor
- 1950 - Caiçara, co-dirigido com Tom Payne e John Waterhouse
- 1952 - Tico-Tico no Fubá
- 1969 - O álibi, co-dirigido com Vittorio Gassman e Luciano Lucignani